# Anatolische Breitflügelfledermaus
Die Anatolische Breitflügelfledermaus (Cnephaeus anatolicus) ist eine im östlichen Mittelmeerraum sowie in Westasien verbreitete Art in der Familie der Glattnasen.

## Taxonomie
Die Art zählte ursprünglich zur Gattung Eptesicus, die nach Ansicht mehrerer Zoologen paraphyletisch war. Genoways und Baker schlugen deshalb 1975 die neue Gattung Cnephaeus für alle Arten der alten Welt vor. Diese Einteilung fand erst 2023 nach einer weiteren Studie Anerkenntung.
Die Population galt bis zu einer genetischen Studie von 2013 als Unterart von Bottas Fledermaus (Cnephaeus bottae). Laut dieser Studie ist die Anatolische Breitflügelfledermaus entweder das Schwestertaxon zu einer Gruppe aus Bottas Fledermaus, Ognev-Breitflügelfledermaus (Cnephaeus ognevi) und eigentlicher Breitflügelfledermaus, soweit die Untersuchung der mitochondrialen DNA als Grundlage genommen wird. Bezüglich der Gene im Zellkern zählt anstelle der eigentlichen Breitflügelfledermaus die Hottentotten-Breitflügelfledermaus (Cnephaeus hottentotus) zur Schwestergruppe dieser Art. Eine weitere Studie von 2018 plädiert eher für die ursprüngliche Taxonomie mit der Anatolischen Breitflügelfledermaus als Unterart.

## Merkmale
Erwachsene Exemplare erreichen eine Kopf-Rumpf-Länge von 66 bis 71 mm, eine Schwanzlänge von 49 bis 57 mm sowie ein durchschnittliches Gewicht von 14,3 g. Sie besitzen 46 bis 50 mm lange Unterarme und 18 bis 20 mm lange Ohren. Das Fell der Oberseite hat eine gelbbraune bis cremefarbene Grundfarbe, die aufgrund rotbrauner oder graubrauner Schattierungen mehr oder weniger dunkel erscheinen kann. Auf der Unterseite kommt beigefarbenes bis weißes Fell vor. Die Anatolische Breitflügelfledermaus hat nackte Hautbereiche im Gesicht, nackte Ohren, unbehaarte Flughäute und nackte Beine, die alle eine dunkelbraune bis schwarze Farbe aufweisen, wobei die Flughäute leicht durchscheinend sind. Vom Schwanz ragen nur die letzten 3,5 mm aus der Schwanzflughaut. Die Art weicht durch einen robusteren Schädel und durch einen anders geformten Penisknochen von Bottas Fledermaus ab. Der diploide Chromosomensatz besteht aus 50 Chromosomen (2n=50).

## Verbreitung
Das Verbreitungsgebiet reicht von Rhodos und anderen Inseln der Inselgruppe Dodekanes in Griechenland über die Türkei, Syrien und Irak bis in den Westen und Süden Irans. Diese Fledermaus lebt im Flachland und in Gebirgen bis 1300 Meter Höhe. Während sie in westlichen Regionen Buschlandschaften bevorzugt ist sie weiter östlich eher in trockenen Landschaften mit spärlichem Bewuchs zu finden. Die Anatolische Breitflügelfledermaus hält sich meist in der Nähe von Wasserstellen auf.

## Lebensweise
Gewöhnlich ruht eine Gruppe aus bis zu drei Exemplaren in Mauerspalten sowie vermutlich in Höhlen. Vor der Geburt der Nachkommen bilden Weibchen abgegrenzte Gruppen mit bis zu 20 Mitgliedern. Gelegentlich teilt sich die Art ihr Versteck mit anderen Fledermäusen wie Alpenfledermaus, Große Hufeisennase, Kleines Mausohr, Großes Mausohr oder Fransenfledermaus.
Bei der Jagd fliegt die Anatolische Breitflügelfledermaus langsam mit vielen Richtungsänderungen. Sie scheint auf keine Beute spezialisiert zu sein und fängt verschiedene Insekten nach Angebot. Unter anderem werden Zweiflügler, Hautflügler, Wanzen, Käfer und Netzflügler gefressen. Die Rufe zur Echoortung erreichten in Iran bei 29 kHz ihre größte Intensität.
Im Nahen Osten erfolgt die Geburt der Nachkommen im Mai und Juni. Es werden meist Zwillinge geboren.

## Gefährdung
Brände und die Umwandlung der Küsten in Kulturlandschaften wirken sich negativ auf den Bestand aus. Die IUCN schätzt die Gesamtpopulation als groß und stabil ein. Sie listet die Art als nicht gefährdet (least concern).